# Pjerrot og Pjerrette
Pjerrot og Pjerrette er en dansk stumfilm fra 1910 produceret af Regia Kunstfilms Co. og baseret på Xavier de Planes pantomime. Filmens hovedrolle som Pjerette spilles af Xavier de Planes hustru, Ellen Price de Plane.
Filmen havde dansk biografpremiere den 6. oktober 1910 i biografteatret Panoptikon.
Musikken til stumfilmen var komponeret og arrangeret af Valdemar Høeberg.